# Geghashen
Geghashen là một đô thị thuộc tỉnh Kotayk, Armenia. Dân số ước tính năm 2011 là 4326 người.